# Многоножки
Многоножки (лат. Myriapoda) — надкласс беспозвоночных животных, объединяющий четыре класса наземных членистоногих (симфил, губоногих, двупарноногих и пауропод, последних обычно объединяют в одну группу). Характерные представители многоножек: сколопендра калифорнийская и сколопендра гигантская, костянка, обыкновенная мухоловка, кивсяки. По состоянию на 2013 год описано более 12 000 видов, включая 11 ископаемых видов (большинство из них — около 8000 — относятся к классу Diplopoda).

## Особенности строения
Длина многоножек колеблется в диапазоне от 2 мм до 35 см. У гигантской сколопендры может превышать 40 см.
Голова состоит из 4—5 сегментов. За головой расположено относительно однородно сегментированное туловище, не подразделённое на отделы, но с выраженной тенденцией к диплосегментации (попарному слиянию сегментов).
Количество ног у разных видов данного надкласса варьирует от 10 и менее до рекордных 1306 у Eumillipes persephone.

## Эволюция
Самые древние надёжно идентифицированные ископаемые многоножки (Pneumodesmus newmani из класса двупарноногих) были обнаружены в слоях, датируемых поздним силурийским периодом (возраст около 428 миллионов лет). Молекулярный анализ указывает на то, что основные группы многоножек разделились ещё в кембрийском периоде, что может подтверждаться ископаемыми находками, напоминающими многоножек. По состоянию на 2005 год P. newmani был древнейшим обнаруженным наземным животным.

## Положение многоножек в системе
Традиционно многоножек рассматривали как ближайших родственников насекомых, с которыми их объединяли в таксон Uniramia (одноветвистые, по строению конечностей) либо Atelocerata (неполноусые, по характеру специализации головных конечностей). В настоящее время существует несколько гипотез о систематическом положении многоножек.
Одни полагают, что многоножки, хотя и относятся к Mandibulata вместе с ракообразными и насекомыми, не могут рассматриваться как ближайшие родственники последних. Ряд авторов даже удаляют многоножек из состава Mandibulata и сближают их с хелицеровыми. Большинство же исследователей по-прежнему придерживаются мнения о том, что многоножки — или сестринская, или парафилетическая группа по отношению к насекомым.
В первом случае признаётся монофилия самих многоножек. В качестве синапоморфий указываются специфическим образом устроенные вторично расчленённые верхние челюсти, или мандибулы, строение которых отличается от монолитных одночлениковых мандибул насекомых и ракообразных, а также указанная тенденция к диплосегментации. Однако некоторые признаки указывают на то, что диплосегменты могут иметься и у насекомых (см. Dimalata).
Во втором случае многоножки не признаются как единая, монофилетическая группа и распределяются по двум группам неполноусых — Monomalata, в которую помещают губоногих и Collifera, и Dimalata, в которую помещают симфил и насекомых.

## Классификация многоножек

Филогения многоножек (по Клюге, 2000).

В соответствии с гипотезой о монофилии многоножек, четыре класса группируются следующим образом. Губоногие стоят несколько обособленно от трёх остальных классов, которые образуют группу Progoneata. Все Progoneata характеризуются рядом специализированных черт строения (синапоморфиями), присущими только им. Например, половые протоки открываются вблизи переднего конца тела; при развитии зародыша желток оказывается не в кишечнике, а в полости тела (в дальнейшем богатые желтком клетки формируют жировое тело).
В пределах Progoneata чётко обособлена монофилетическая группа Collifera, включающая пауропод и двупарноногих. В пользу её монофилии говорят ряд синапоморфий: ротовых конечностей только две пары (мандибулы и гнатохилярий, представляющий собой продукт слияния первой пары максилл); сегмент второй пары максилл, в отличие от других многоножек, не несёт конечностей и не входит в состав головы, образуя шейку (лат. collum); половые отверстия парные и располагаются позади второй пары ходильных ног; личинки первого возраста имеют только три пары ног (по одной на сегмент), дальнейшее развитие идёт с увеличением числа сегментов, которые развиваются из зоны роста, расположенной позади трёх сегментов личинки.
- Chilopoda
- Progoneata:
  - Symphyla
  - Collifera:
    - Pauropoda
    - Diplopoda